# Wurfkreuz

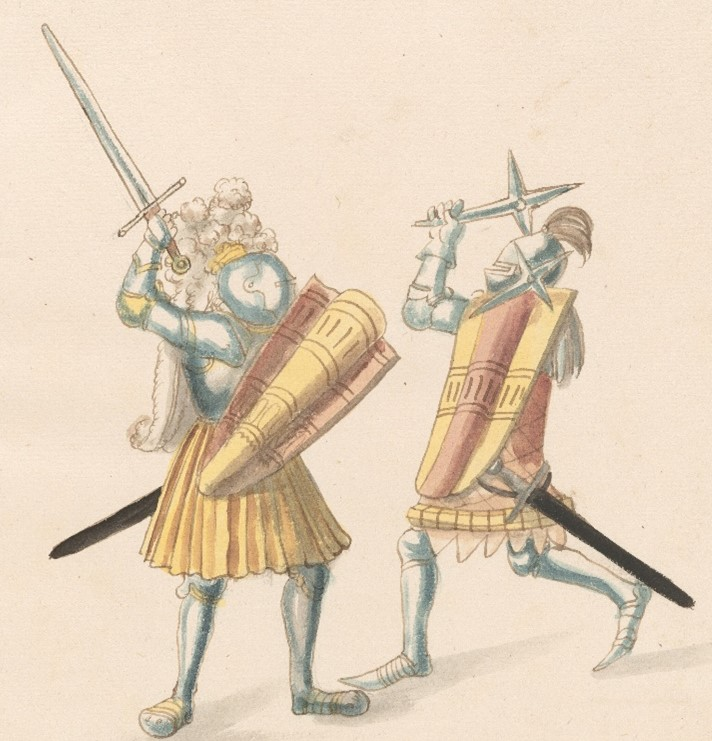
Wurfkreuz bei einem mittelalterlichen Turnier: Maximilian I. kämpft mit Friedrich Albrecht von Zollern. Friedrich Albrecht holt mit dem Wurfkreuz zum Wurf oder Hieb aus. Im oberen Teil seines Schildes steckt ein geworfenes Kreuz.

Das Wurfkreuz ist eine mittelalterliche Schlag- Stich- und Wurfwaffe.
Die einfach herzustellenden schmiedeeisernen Wurfkreuze haben die Form des Lateinischen Kreuzes und ähneln den zeitgenössischen Grab- oder Kirchenkreuzen. Jedoch haben sie spitze Enden und sind daher als Waffe geeignet. In den Schriftquellen wird das Wurfkreuz erstmals im frühen 16. Jhd. erwähnt. Im Jahre 1541 wird es in der Stadtordnung von Gotha, neben anderen Waffen, verboten. Noch 1820 wird das Wurfkreuz durch das Wildereistrafgesetz des Oberamtes Ravensburg erwähnt und dabei dem Tragen einer Schusswaffe gleichgestellt. Es wurde als Nahkampfwaffe von verschiedensten Personengruppen (Schmuggler, Wilderer, Studenten, Ritter) verwendet.
Es sind nur wenige Originale in Museen erhalten und daher ist das Wurfkreuz recht unbekannt. Dieses liegt wahrscheinlich teilweise an der Unscheinbarkeit des Wurfkreuzes, welches oft nicht als solches identifiziert wird. Zudem finden sich in älterer Literatur mitunter Falschangaben. So beschreibt der Kunstschriftsteller August Demmin (1817–1898) es fälschlicherweise als Femegerichtskreuz mit dem angeblich Urteile von Femegerichten symbolisch verkündet wurden.
Es kann als Schlagverstärker und Stichwaffe in der Faust gehalten werden, als Streithammer oder Wurfeisen genutzt werden.